# 盧漢 (布宜諾斯艾利斯省)

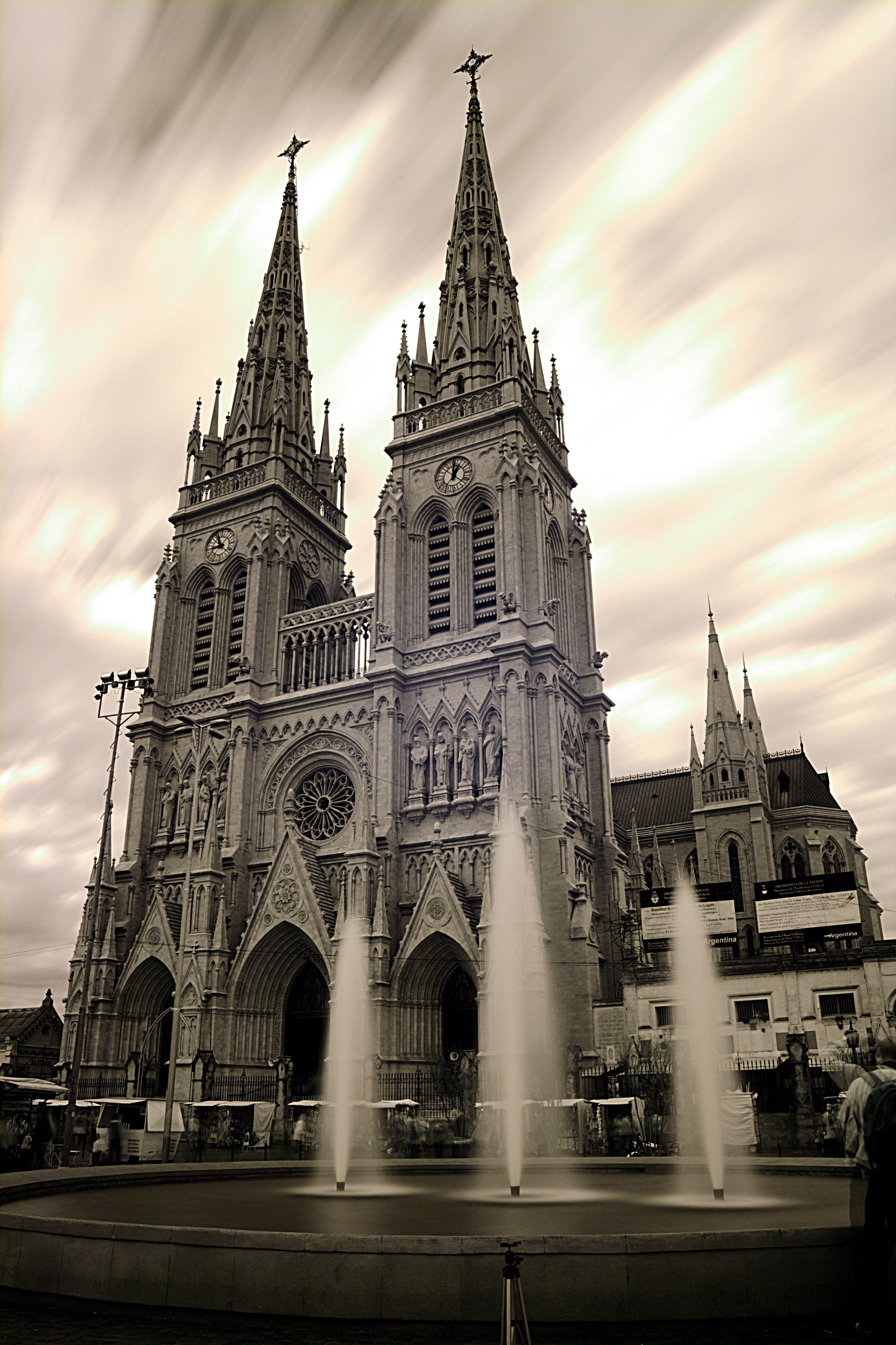
盧漢聖母聖殿

盧漢（西班牙語：Luján，發音：[luˈxan]）是阿根廷的城鎮，位於該國東北部，由布宜諾斯艾利斯省負責管轄，距離首都布宜諾斯艾利斯68公里，始建於1755年，海拔高度21米，2012年人口78,540。
是著名的聖母朝聖地。

## 外部連結
- Municipality of Luján （页面存档备份，存于） - Official website.
- Activities ,Directory and much more
- Portal of the city
- Universidad Nacional de Luján （页面存档备份，存于）
- Genealogía de Luján